# Остров Сибирякова (Приморский край)
О́стров Сибиряко́ва — остров в заливе Петра-Великого Японского моря. Расположен на входе в бухту Баклан, в 50 км к юго-западу от Владивостока. Принадлежит Хасанскому району Приморского края.

## История
Остров обследован и нанесён на карту экспедицией подполковника флотских штурманов В. М. Бабкина в 1863 году с борта корвета «Калевала». Им же назван по фамилии судового врача К. А. Сибирякова. Точные координаты острова определил в 1882 году лейтенант Ланевский-Волк.

## География
Протяжённость острова Сибирякова с юго-запада на северо-восток составляет около 1,8 км, наибольшая ширина — 1,2 км. Максимальная высота над уровнем моря 105,2 м. Протяжённость береговой линии 5,8 км. Остров покрыт большей частью широколиственным лесом. Берега скалисты и обрывисты. В юго-восточный берег острова вдается небольшая бухта, входные мысы в которую высокие, скалистые и обрывистые. Глубины на входе в бухту 8—10 м, по направлению к её вершине постепенно уменьшаются. На юг от северо-восточного входного мыса бухточки отходят остроконечные кекуры. Постоянное население на острове отсутствует, однако в летне-осенний период остров активно посещается туристами и отдыхающими.

## Топографические карты
- Лист карты K-52-XII Владивосток. Масштаб: 1 : 200 000. Состояние местности на 1972-1983 год. Издание 1990 г.
- Лист карты K-52-47 Славянка. Масштаб: 1 : 100 000. Состояние местности на 1986 год. Издание 1994 г.